# 千年村 (福岡県)
千年村（ちとせむら）は、福岡県浮羽郡にあった村。現在のうきは市、朝倉市の一部。

## 地理
耳納山地東部の北、筑後川左岸に位置していた。

## 歴史

### 沿革
- 1889年（明治22年）4月1日 - 町村制の施行により、生葉郡徳丸村、千年村、桜井村、福永村、橘田村、清瀬村、若宮村、宮田村が合併して村制施行し、千年村が発足[1][2]。
- 1896年（明治29年）4月1日 - 郡の統合により浮羽郡に所属[1][3]。
- 1901年（明治34年）- 千年信用購買組合設立[1]
- 1955年（昭和30年）1月1日 - 浮羽郡吉井町、江南村、福富村、船越村と合併し吉井町が存続して廃止された[1][2]。

### 地名の由来
筑後川の古名「千歳川」にちなむ。